# Eparchie kasimovská
Eparchie Kasimov je eparchie ruské pravoslavné církve nacházející se v Rusku.

## Území a titul biskupa
Zahrnuje správní hranice území Jermišinského, Kadomského, Kasimovského, Klepikovského, Pitělinského, Sasovského, Čučkovského a Šilovského rajónu Rjazaňské oblasti.
Eparchiálnímu biskupovi náleží titul biskup kasimovský a sasovský.

## Historie
Ve 20. letech 20. století bylo zvažováno zřízení kasimovského vikariátu, aby se zabránilo renovacionismu, tento plán nebyl uskutečněn.
Eparchie byla zřízena rozhodnutím Svatého synodu dne 5. října 2011 oddělením území z rjazaňské eparchie. O den později byla včleněna do nově vzniklé rjazaňské metropole.
Prvním eparchiálním biskupem se stal igumen Dionisij (Porubaj), duchovní rjazaňské eparchie.

## Seznam biskupů
- 2011–2011 Pavel (Ponomarjov), dočasný administrátor
- 2011–2018 Dionisij (Porubaj)
- 2018–2018 Mark (Golovkov), dočasný administrátor
- 2018–2025 Vasilij (Danilov)
- od 2025 Isaakij (Ivanov)